# Emmanuel Dongala
Emmanuel Boundzéki Dongala, né le 14 juillet 1941 à Alindao (République centrafricaine), est un écrivain et chimiste de la République du Congo.

## Biographie
Son père, instituteur, est Congolais et sa mère Centrafricaine. Après avoir vécu au Congo où son père a terminé sa carrière d'instituteur à Brazzaville, il se forme aux États-Unis, où il vit sans interruption de 1961 à 1968, puis en France. Il devient professeur de chimie à Brazzaville. Emmanuel Dongala est le principal animateur de la troupe Le Théâtre de l'Éclair au Congo-Brazzaville où il vit l'essentiel de son existence, jusqu'à son départ forcé au moment où, plongé dans des luttes fratricides, son pays bascule dans le chaos à la fin des années 1990.
Au cours des années 1970 et 1971, il écrit son premier roman Un fusil dans la main, un poème dans la poche qui est publié en 1973 par les Éditions Albin Michel. Son livre rencontre le succès et est traduit en portugais, en allemand, en néerlandais et en hongrois ; il obtient, l'année suivante, le prix Ladislas-Dormandi décerné aux auteurs dont la langue maternelle n'est pas le français.
En 1997, ce sont les États-Unis qui l'accueillent, lui offrant un poste à l'université, grâce au mouvement de solidarité organisé par ses amis, notamment l'écrivain Philip Roth.
Emmanuel Dongala est aujourd'hui professeur de chimie et professeur de littérature africaine francophone au Bard College at Simon's Rock dans le Massachusetts.
Il reçoit le 2 novembre 2010 le prix Virilo et, en 2011, le prix Ahmadou-Kourouma pour son roman Photo de groupe au bord du fleuve paru chez Actes Sud.

## Œuvre[7]

### Romans
- Un fusil dans la main, un poème dans la poche, Paris, Albin Michel, 1973 ; réédition, Paris, Le Serpent à plumes, coll. « Motifs » no 189, 2003  (ISBN 2-84261-461-5)
- Le Feu des origines, Albin Michel, 1987 ; réédition, Paris, Le Serpent à plumes, coll. « Motifs » no 139, 2001  (ISBN 2-84261-291-4) - Grand prix littéraire d'Afrique noire[8].
- Les petits garçons naissent aussi des étoiles, Paris, Le Serpent à plumes, coll. « Fiction. Domaine français », 1998[9] ; réédition, Paris, Le Serpent à plumes, coll. « Motifs » no 112, 2000  (ISBN 2-84261-217-5) ; réédition, Paris, Éditions du rocher, 2011[10].
- Johnny Chien Méchant, Paris, Le Serpent à plumes, coll. « Fiction française », 2002 ; réédition, Monaco/Paris, Éditions du Rocher, coll. « Motifs » no 211, 2007  (ISBN 978-2-268-06217-4) ; réédition, Arles, Actes Sud, coll. « Babel » no 1476, 2017  (ISBN 978-2-330-07919-2)
- Photo de groupe au bord du fleuve, Arles, Actes Sud, coll. « Lettres africaines », 2010 ; réédition, Arles, Actes Sud, coll. « Babel » no 1139, 2012  (ISBN 978-2-330-01299-1), Prix Virilo 2010
- La Sonate à Bridgetower, Arles, Actes Sud, coll. « Domaine français », 2017

### Recueils de nouvelles
- Jazz et Vin de palme, (Recueil de 8 nouvelles), Paris, Hatier, coll. « Monde Noir » no 13, 1982 ; réédition, Paris, Le Serpent à plumes, coll. « Motifs » no 39, 1996  (ISBN 2-84261-003-2)

Ce recueil a été librement adapté en spectacle de danse par la compagnie Cap Congo composée de 5 danseurs dont Vesna Mbelani.

### Théâtre
- Le Premier Matin du monde, 1984
- Mes enfants ? Quels enfants ?, 1990
- La Femme et le Colonel, Ivry-sur-Seine, A3 Éditeurs, coll. « Rond-point », 2006  (ISBN 2-84436-143-9)

### Adaptation théâtrale
- Le Miracle de Noël, 1995, d'après la nouvelle L'Enfant miraculé de Tchicaya U Tam'si

## Prix et récompenses[7]
- 1974 : Prix Ladislas-Dormandi, Un fusil dans la main, un poème dans la poche
- 1988 : Prix Charles Oulmont - Fondation de France, Le Feu des origines
- 1988 : Grand Prix Littéraire de l'Afrique Noire, Le Feu des origines
- 1998 : Prix RFI-Témoin du Monde 1998, Les petits garçons naissent aussi des étoiles
- 2003 : Prix Fonlon-Nichols de l'excellence littéraire
- 2010 : Prix Virilo[12], Photo de groupe au bord du fleuve
- 2011 : Prix Ahmadou-Kourouma, Photo de groupe au bord du fleuve
- 2013 : Prix Mokanda[13], Photo de groupe au bord du fleuve

## Adaptation cinématographique
- 2008 : Johnny Mad Dog, film franco-libéro-belge réalisé par Jean-Stéphane Sauvaire, adaptation du roman Johnny Chien Méchant publié en 2002